# Haddington (circonscription du Parlement d'Écosse)
Haddington dans l'East Lothian était un Burgh royal qui a élu un Commissaire au Parlement d'Écosse et à la Convention des États.
Après les Actes d'Union de 1707, Haddington, North Berwick, Dunbar, Jedburgh et Lauder ont formé le district de Haddington, envoyant un membre à la Chambre des communes de Grande-Bretagne.

## Liste des commissaires de burgh
- 1661–63, 1665 convention, 1667 convention: William Seton, provost [1]
- 1669–74: John Hay, shérif adjoint d'East Lothian [2]
- 1678 (convention): William Lamb, marchand, bailli [3]
- 1681–82: Harie Cockburn, marchand, provost [4]
- 1685–86, 1689(convention), 1689: John Sleich, provost (mort vers 1689)[5]
- 1690–95: James Lauder, bailli  (mort vers 1695) [5]
- 1696–1701, 1702–07: Alexander Edgar, ancien provost [6]